# Clare Polkinghorne
Clare Elizabeth Polkinghorne (Brisbane, 1 de fevereiro de 1989) é uma futebolista profissional australiana que atua como defensora.

## Carreira
Clare Polkinghorne integrou o elenco da Seleção Australiana de Futebol Feminino, nas Olimpíadas de 2016. 